# Andryala brievaensis
Andryala brievaensis là một loài thực vật có hoa trong họ Cúc. Loài này được García Adá mô tả khoa học đầu tiên năm 1992.